# Neotmethis bidentatus
Neotmethis bidentatus is een rechtvleugelig insect uit de familie Pamphagidae. De wetenschappelijke naam van deze soort is voor het eerst geldig gepubliceerd in 2008 door Usmani.